# 林桂茂
林桂茂（?—?），福建省霞浦縣人，清朝政治人物。
林桂茂為嘉慶十三年（1808年）戊辰科進士。道光元年十月（1821年11月）由福建邵武府儒學教授調任臺灣府儒學教授。